# インティリティ・アレナ
インティリティ・アレナ（Intility Arena）は、ノルウェーのオスロにあるサッカースタジアムである。施設はヴォレレンガ・フォトバルが所有し、男子チームと女子チームがホームスタジアムとして使用する。

## 概要
ヴォレレンガはビスレット・スタディオン、ウレヴォール・スタディオンなどをホームスタジアムとして使用してきたが、2015年にクラブ所有となる新スタジアムの建設が開始され、クラブ創設104年目に当たる2017年に完成した。
2017年9月9日にヴォレレンガの女子チームが所属するトップセリエンのKolbotn戦で開場し、Stephanie Verdoiaが記録したスタジアム初得点などでヴォレレンガが2-0で勝利した。この試合にはトップセリエンの最多入場者数記録を更新する3,541人が入場した。9月10日には男子チーム最初の試合となるエリテセリエンのサルプスボルグ08戦が行われ、17,000人以上が入場したが、1-2で敗れた。
スタジアムはヴォレレンガ文化スポーツ公園(Vålerenga kultur- og idrettspark)の名前で開場したが、2017年10月9日にオスロに本社を置くテクノロジー企業Intilityと10年間のパートナーシップ契約を結び、インティリティ・アレナに改称された。